# مدرک سفر

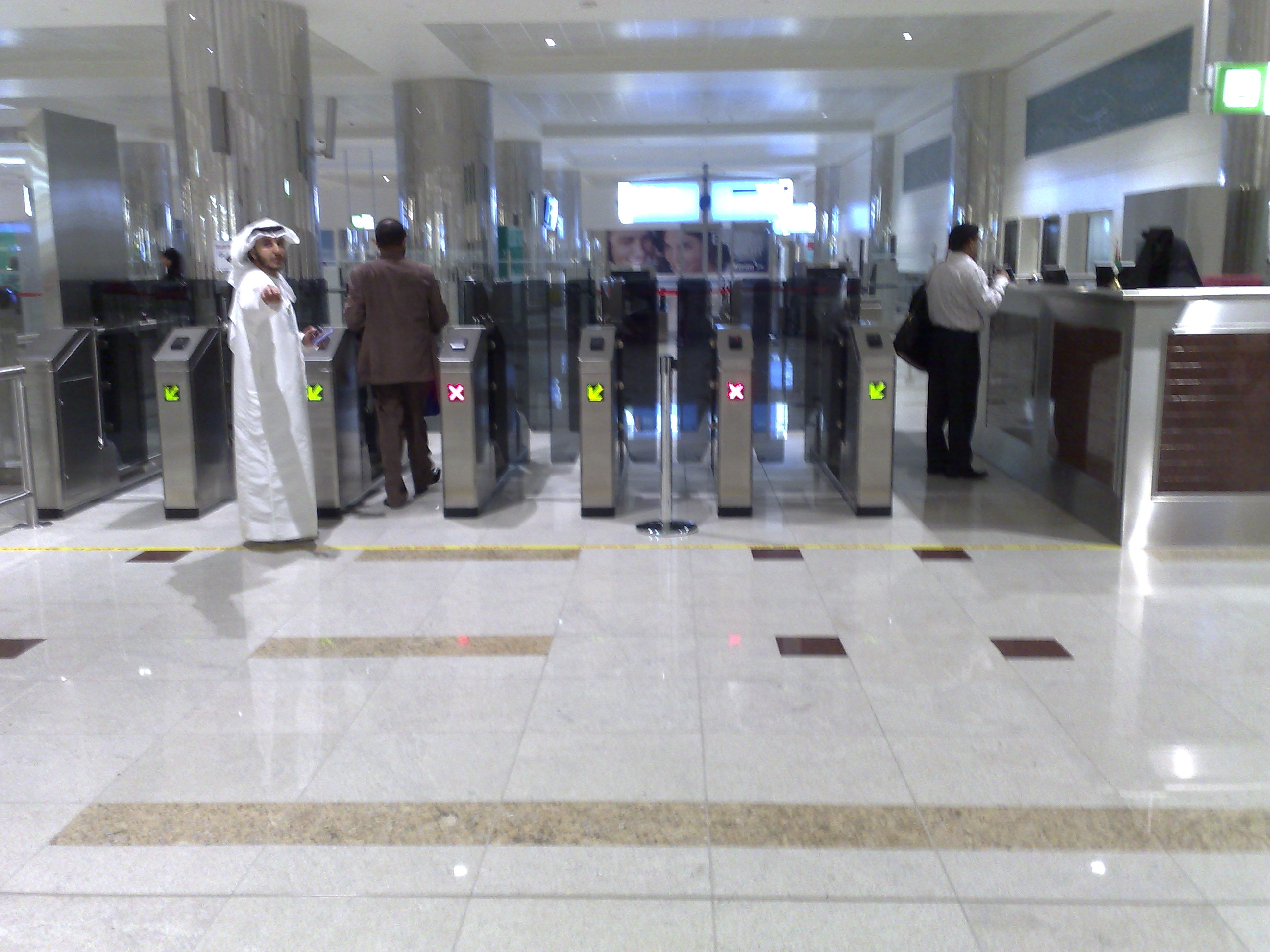
بازرسی خودکار اسناد سفر در فرودگاه دبی

سند مسافرتی یک سند هویتی است که توسط یک دولت یا نهاد بین‌المللی بر اساس توافق‌نامه‌های بین‌المللی صادر می‌شود تا افراد بتوانند اقدامات کنترل مرزی را انجام دهند. اسناد مسافرتی معمولاً به سایر دولت‌ها اطمینان می‌دهند که حامل آن سند ممکن است به کشور صادرکننده بازگردد و اغلب به صورت دفترچه‌ای صادر می‌شود تا به دولت‌های دیگر اجازه دهد ویزا و همچنین مهرهای ورود و خروج را در آنها ثبت کنند. گذرنامه رایج‌ترین نوع مدرک سفر است.